# Chrysobothris waynei
Chrysobothris waynei es una especie de escarabajo del género Chrysobothris, familia Buprestidae. Fue descrita científicamente por Bellamy en 1998.